# 勇気100% (NYCの曲)
「勇気100%」（ゆうきひゃくパーセント）は、日本の男性アイドルグループNYCのデビューシングルである。2010年4月7日にジャニーズ・エンタテイメントから発売された。

## 概要
7人組アイドルグループ「NYC boys」として活動していた中心メンバー山田涼介、知念侑李、中山優馬の3人がNYCとしてデビュー。
1993年からNHKで放映中のアニメ『忍たま乱太郎』の主題歌として採用されている光GENJIの楽曲をNYCがカバー。CD化されるのは光GENJI、Ya-Ya-yahに続いて3度目である。また、同アニメの前期主題歌は山田と知念が所属するHey! Say! JUMPが歌っており、2人は別のグループに所属しながらも引き続き歌うことになっている（同じケースで、Hey! Say! JUMPの薮宏太と八乙女光も、Hey! Say! JUMP以前にYa-Ya-yahとして同曲を歌っている）。また、オリコン週間シングルチャートでの初動売上は9万枚を突破した。
曲の音程は、光GENJIのバージョンより1音高い。また、アレンジはYa-Ya-yahのものがベースとなっている。
初回限定盤、通常盤共に3種類のソロフォトカードが封入されている。
この曲がNYCにとってのメジャーデビューシングルとなる。

## 収録曲

### CD
※（オリジナル・カラオケ）は通常盤のみ収録。
1. 勇気100%（2010）[3:57] 
作詞：松井五郎、作曲・編曲：馬飼野康二
  - テレビアニメ『忍たま乱太郎』オープニングテーマ
  - アニメーション映画『劇場版アニメ 忍たま乱太郎 忍術学園 全員出動!の段』主題歌
  - 加藤清史郎主演の実写映画『忍たま乱太郎』主題歌

北海道日本ハムファイターズ所属の斎藤佑樹の登場曲。
2. ゆめのタネ [3:31] 
作詞：石川絵理、作曲：馬飼野康二、編曲：石塚知生
  - テレビアニメ『忍たま乱太郎』エンディングテーマ
  - 使用最終日となった第19期90話「土井先生ときり丸の段」(2011年9月12日放送）では2番の歌詞が使用された。
3. 勇気100%（2010）（オリジナル・カラオケ）[3:57]
4. ゆめのタネ（オリジナル・カラオケ）[3:28]

### DVD
※初回限定盤のみ
1. レコーディング&ジャケット撮影オフショット